# رنوال
رنوال (انگلیسی: Renneval) یک کمون در بخش ان (ا-دو-فرانس) (Hauts-de-France) در شمال فرانسه است.